# Sacrifice (2016)
Pour les articles homonymes, voir Sacrifice (homonymie).
Sacrifice est un événement de catch professionnel présenté par la fédération Impact Wrestling.

## Contexte
Cet événement de catch professionnel présente différents matchs impliquant des catcheurs heel (méchant) et face (gentil), ils combattent sous un script écrit à l'avance.

## Tableau des matches
| Ordre par numéros                                                                         | Résultat                                                                                                   | Stipulation(s)                                                           | Temps |
| ----------------------------------------------------------------------------------------- | --- | ------------------------------------------------------------------------ | ----- |
| 1                                                                                         | Drew Galloway (c) bat Tyrus                                                                                | Singles match pour TNA World Heavyweight Championship                    | 07:55 |
| 2                                                                                         | Rosemary bat Gail Kim                                                                                      | singles match                                                            | 06:08 |
| 3                                                                                         | The Decay (Abyss et Crazzy Steve) (avec Rosemary) battent Beer Money Inc. (Bobby Roode et James Storm) (c) | Valley of Shadows match pour les TNA World Tag Team Championship         | 14:10 |
| 4                                                                                         | Bram bat Eric Young (c)                                                                                    | Falls Count Anywhere match pour le TNA King of the Mountain Championship | 06:34 |
| 5                                                                                         | Mike Bennett bat Ethan Carter III                                                                          | No Disqualification match                                                | 11:11 |
| La lettre C placée entre parenthèses désigne la personne ou l’équipe championne en titre. | |                                                                          |       |